# Carlo Erba (entreprise)
Pour les articles homonymes, voir Carlo Erba.
La société Carlo Erba est un groupe pharmaceutique italien créé en 1853 par le pharmacien milanais Carlo Erba. L'entreprise porte simplement son nom.

## Historique

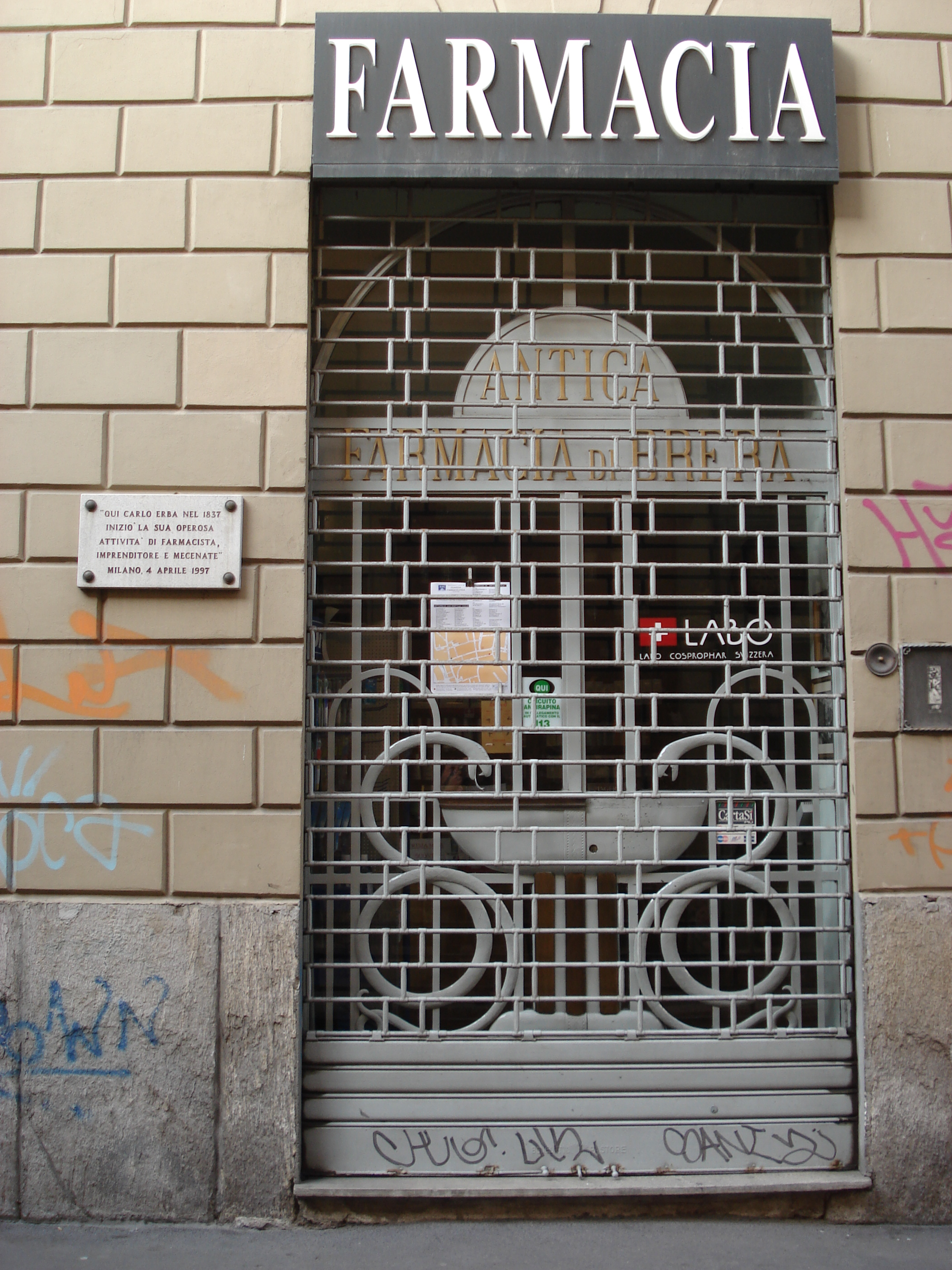
L'antique pharmacie Brera, située via Fiori Oscuri, à Milan, premier siège de l'entreprise pharmaceutique italienne Carlo Erba

Carlo Erba ouvrit sa première officine de pharmacien en 1853 en Italie et, au fil du temps, le développement de son entreprise le conduit à être un des groupes pharmaceutiques les plus importants d'Italie.
En 1978, la société est regroupée avec Farmitalia du groupe Montedison dans une nouvelle entité Erbamont-Carlo Erba.
La nouvelle structure est vendue en 1993 au groupe suédois Pharmacia.
On doit également à Carlo Erba la création de la société  électrique Edison SpA et, au sein de l'École polytechnique de Milan, de l'Institution Electrotechnique Carlo Erba.